# Clorinda
Clorinda est une ville de la province de Formosa, en Argentine, et le chef-lieu du département de Pilcomayo. Elle est située sur la rive droite (méridionale) du río Pilcomayo, à une dizaine de kilomètres de son confluent avec le río Paraguay. Avec 47 240 habitants en 2001, elle est la deuxième ville de la province.

## Géographie
Depuis Buenos Aires, on y accède par la route nationale 11. Le pont international San Ignacio de Loyola, sur le río Pilcomayo frontalier avec le Paraguay, relie Clorinda à Puerto Falcón et à Nanawa, banlieue d'Asuncion, capitale du Paraguay. Le commerce international est la principale activité de la ville.
Elle comptait 47 240 habitants en 2001, soit 25 % de plus qu'en 1991.
Clorinda possède un aéroport (code AITA : CLX).